# Lagkadikia
Lagkadikia (Lagkadíkia) är en ort i Grekland.   Den ligger i prefekturen Nomós Thessaloníkis och regionen Mellersta Makedonien, i den nordöstra delen av landet, 300 km norr om huvudstaden Aten. Lagkadikia ligger 109 meter över havet och antalet invånare är 729.
Terrängen runt Lagkadikia är kuperad åt sydost, men åt nordväst är den platt.Runt Lagkadikia är det ganska glesbefolkat, med 24 invånare per kvadratkilometer. Närmaste större samhälle är Panórama, 18,9 km väster om Lagkadikia. I omgivningarna runt Lagkadikia växer i huvudsak blandskog.